# Pat O’Leary (Musiker)
Pat O’Leary (* um 1955) ist ein US-amerikanischer Jazzmusiker (Kontrabass, Komposition), der häufig im Bereich des Mainstream Jazz arbeitet.

## Leben und Wirken
Pat O’Leary, der aus Buffalo stammt, studierte Piano und Kontrabass an der Crane School of Music der Potsdam State University, das er mit dem Bachelor in Musik abschloss. Ab den späten 1970er-Jahren war er in der New Yorker Jazzszene aktiv; erste Aufnahmen entstanden 1980 mit dem Akkordeonisten und Gitarristen Ray Rivera (Let Me Hear Some Jazz). In den folgenden Jahren spielte er in den Bands von Illinois Jacquet, Teri Thornton, J. R. Monterose/Hugh Brodie (Bebop Loose & Live, 1981), Pete Malinverni, Lionel Hampton (Sentimental Journey), Scott Robinson, Hal Galper (Just Us enja, 1993, mit Jerry Bergonzi), Michael Rabinowitz, Bruce Barth und Paul Lindemeyer.
Im Jahr 2000 wirkte O’Leary in Hamburg bei Aufnahmen von Mundell Lowe und Hendrik Meurkens mit (Mundell’s Moods, Nagel-Heyer). In den 2000er- und 2010er-Jahren arbeitete er u. a. mit Harry Whitaker, Kayo Hiraki, Harry Allen und Dan Block. Im Bereich des Jazz war er zwischen 1980 und 2015 an 39 Aufnahmesessions beteiligt, zuletzt in der Formation The Heliosonie Tonetette um Scott Robinson (mit Philip Harper, Frank Lacy, Tim Newman, J. D. Parran, Marshall Allen, Yosvany Terry, Danny Ray Thompson und Matt Wilson). Deren Produktion Heliosonic Toneways Vol. 1 war eine Neuinterpretation von Sun Ras Album The Heliocentric Worlds of Sun Ra von 1965. 2010 legte O’Leary mit Scott Robinson, Marshall Allen und Kevin Norton das Album Live at Space Farms vor; 2016 trat er mit dem Bob Dorough Quartet auf. Mit Gabrielle Stravelli  schrieb er den Song „Cake of My Childhood“.